# Six Minute War Madness (album)
Six Minute War Madness è il primo album della band italiana Six Minute War Madness, pubblicato nel 1996.

## Tracce
1. l'ora giusta
2. un tiro ancora
3. hardbolied
4. dove non c'è più vento
5. puro
6. chiuso dentro
7. gli occhi del cane
8. il tuo nemico in più
9. panagulis
10. fino all'anima
11. la tempesta
12. the drop scene

## Musicisti
- Voce: Federico Ciappini
- Chitarra: Paolo Cantù
- Chitarra: Xabier Iriondo
- Basso: Massimo Marini
- Batteria: Daniele Misirliyan